# Euscarthmornis
Euscarthmornis – rodzaj ptaków z podrodziny klinodziobków (Triccinae) w rodzinie muchotyranikowatych (Pipromorphidae).

## Zasięg występowania
Rodzaj obejmuje gatunki występujące w Ameryce Południowej. 

## Morfologia
Długość ciała 9,5–11 cm; masa ciała 7–12,7 g.

## Systematyka

### Etymologia
Euscarthmornis: gr. ευσκαρθμος euskarthmos „wysoko skaczący”, od ευ eu „dobry”; σκαρθμος skarthmos „skaczący”, od σκαιρω skairō „tańczyć” (por. rodzaj Euscarthmus zu Wied, 1831 (rdzawik)); ορνις ornis, ορνιθος ornithos „ptak”.

### Podział systematyczny
Takson ponownie wyodrębniony z Hemitriccus. Do rodzaju należą następujące gatunki:
- Euscarthmornis iohannis (E. Snethlage, 1907) – smukłodziobek żółtobrzuchy
- Euscarthmornis striaticollis (Lafresnaye, 1853) – smukłodziobek kreskowany
- Euscarthmornis nidipendulus (zu Wied, 1831) – smukłodziobek brazylijski
- Euscarthmornis margaritaceiventer (d’Orbigny & Lafresnaye, 1837) – smukłodziobek brązowogrzbiety